# Licența Publică Generală GNU
Licența Publică Generală GNU (engleză GNU General Public License, prescurtat GNU GPL) este o licență software a Fundației pentru Software Liber. Scopul licenței este de da dreptul oricărui utilizator de a copia, modifica și redistribui programe și coduri sursă ale programatorilor care își licențiază operele sub tutela GPL. GNU GPL este una dintre cele mai utilizate licențe software.
Licența a fost scrisă inițial de Richard Stallman pentru proiectul GNU.
Licența GPL este cea mai cunoscută și utilizată licență de tip copyleft, care impune distribuția creațiilor derivate să fie licențiate sub aceeași licență copyleft. Conform acestei filozofii, GNU GPL acordă același drepturi acordate de definiția software-ului liber, dar folosește copyleft pentru a asigura păstrarea acestor drepturi, chiar dacă creația originală a fost modificată. Aceasta este o diferență majoră față de licențele permisive, cum ar fi familia de licențe BSD.

## Versiuni

### Versiunea întâi
Versiunea întâi a licenței GPL (GPLv1) a fost publicată la data de 25 februarie 1989, ca licență unică utilizabilă pentru distribuția software. Prin licența GPL redistribuirea software, căruia i s-au implementat modificări, pastrează dreptul de a-l distribui în acei termeni inițial stabiliți pentru versiunea de bază publicată.

### Versiunea a doua
Versiunea a doua a licenței GPL (GPLv2) a fost publicată în iunie 1991 împreună cu o licență complementară pentru biblioteci software, numită LGPL.

### Versiunea a treia
Versiunea a treia a licenței GPL (GPLv3) a fost publicată pe 29 iunie 2007 după aproape 2 ani de lucru și consultări publice. În 2005, FSF a anunțat începerea lucrului la versiunea a treia a GPL, iar în ianuarie 2006 a publicat prima schiță pentru consultări publice.
GPLv3 a fost scrisă de Richard Stallman, cu consiliere legislativă oferită de Eben Moglen și Software Freedom Law Center.